# Sinomphisa jeannelalis
Sinomphisa jeannelalis is een vlinder uit de familie van de grasmotten (Crambidae), uit de onderfamilie van de Spilomelinae. De wetenschappelijke naam van deze soort is voor het eerst voorgesteld als Polygrammodes jeannelalis door Hubert Marion en Pierre Viette in een publicatie uit 1956.
De soort komt voor op Madagaskar en Mahé.